# Germund Carl Barkenbom
Germund Carl Barkenbom, född 5 juni 1794 i Linköping, död 20 augusti 1836 i Karlstad, var en cellist vid Kungliga hovkapellet.

## Biografi
Germund Carl Barkenbom föddes 5 juni 1794 i Linköping. Han var son till häradshövdingen Henrik Samuel Barkenbom och Eva Kristina Wendel. Han anställdes den 1 januari 1824 som cellist vid Kungliga hovkapellet i Stockholm och slutade den 1 juli 1827. Barkenbom avled 20 augusti 1836 i Karlstad.